# Mine de fer de Ma On Shan

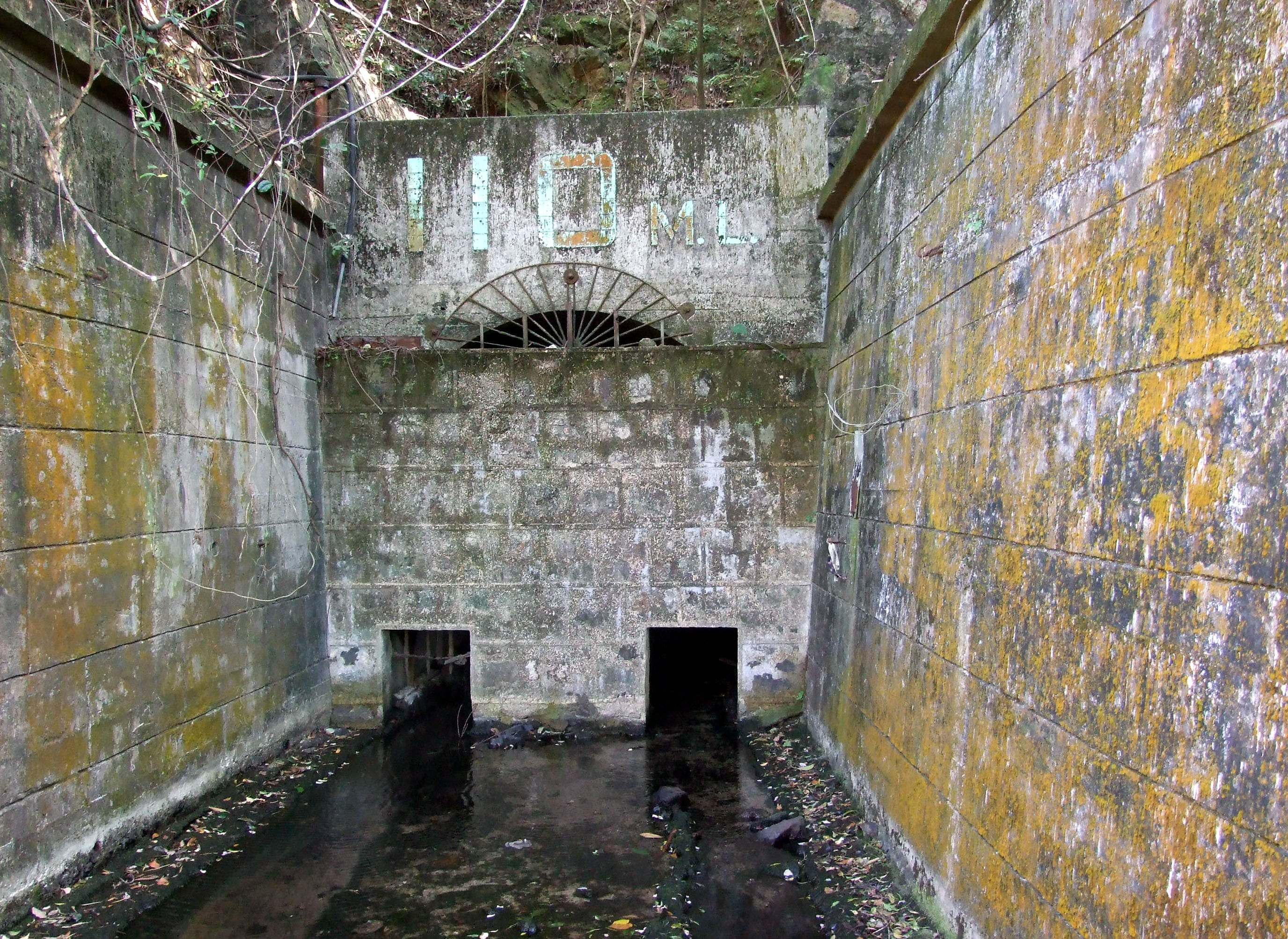
Murs extérieurs du 110 ML.

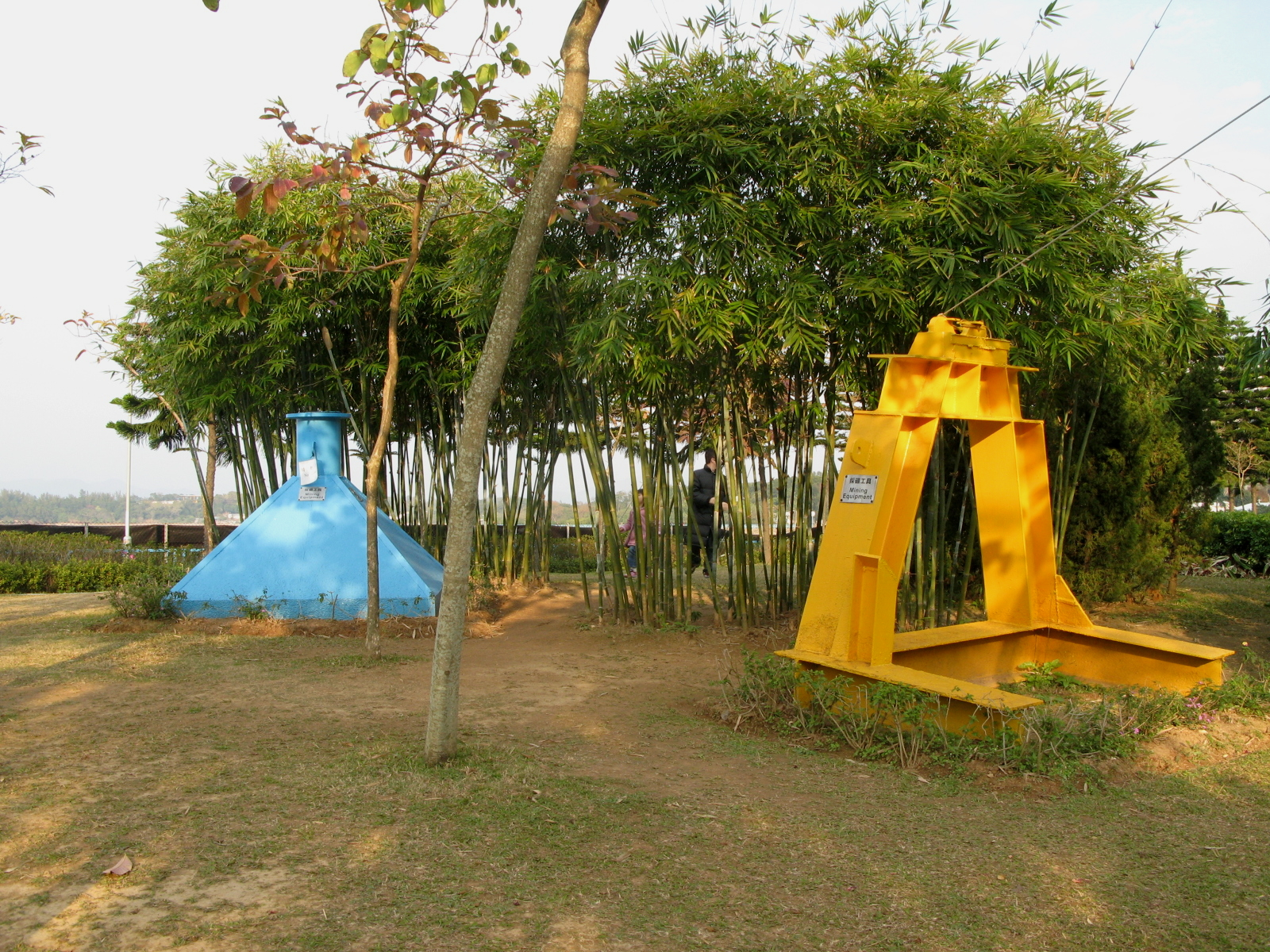
Équipement minier exposé dans le.

La mine de fer de Ma On Shan (馬鞍山鐵礦) est une ancienne exploitation minière de Hong Kong située dans les collines de Ma On Shan dans le district de Sha Tin, et qui fut en activité de 1906 à 1976. Le village voisin de Ma On Shan (en) hébergeait les mineurs et leurs familles.

## Histoire
La mine de fer de Ma On Shan ouvre ses portes en 1906 en tant qu'exploitation minière à ciel ouvert et gérée par la Hong Kong Iron Mining Co. Ltd., dirigée par Paul Chater. En 1949, la mine est reprise par la Mutual Mining and Trade Company, qui l'agrandit sous terre en 1953. En 1959, l'exploitation minière est entièrement souterraine. La mine cesse ses activités en 1976. Le personnel de 400 personnes est licencié. Le bail minier du gouvernement prend  fin en 1981 et la mine est par la suite fermée,.

### Exploitants
Exploitants historiques de la mine :
- 1906-1929 : Hong Kong Iron Mining Co. Ltd. (香港鐵礦公司)
- 1931-1940 : New Territories Iron Company
- 1940-1941 : South China Iron Smelters Co. Ltd (華南製鐵有限公司)
- 1942-1945 : (Occupation japonaise de Hong Kong)
- 1945-1948 : Peut-être une exploitation à petite échelle par la South China Iron Smelters Co. Ltd
- 1949-1976 : Mutual Trust Co. Ltd (大公洋行)
- 1953-1976 : Coentreprise entre la Mutual Trust Co. Ltd et la Nittetsu Mining Company (Japon) (日本鐵礦業株式會社)

## Situation actuelle et projets de reconversion
Il a été suggéré que la mine de fer de Ma On Shan pourrait être reconvertie en lieu de stockage d'énergie à air comprimé (en).
Plusieurs ensembles d'ouvrages de la mine ont été classés monuments historiques en avril 2016 : les murs extérieurs des 240 ML et 110 ML (rang 2), l'usine de préparation minérale (rang 2), et les structures de la colonie minière (rang 3).